# Hubert Luttenberger
Hubert Luttenberger (Neu-Bamberg, 21 de octubre de 1926) es un expiloto de motociclismo alemán, que compitió en el Campeonato del Mundo de Motociclismo desde 1952 hasta 1958.
Hubert Luttenberger comenzó como conductor privado a principios de la década de 1950. En 1951 ganó la carrera de 125cc en el Saarland Prize en St. Wendel con una DKW. En 1952 y 1953 participó en el Mundial de Motociclismo como piloto de fábrica de NSU. En 1958, Luttenberger se proclamó campeón de Alemania en la cilindrada de 125 cc con FB Mondial empatado a puntos con William Scheidhauer.

## Resultados en el Campeonato del Mundo de Motociclismo
Sistema de puntuación en 1949:
| Posición | 1.º | 2.º | 3.º | 4.º | 5.º | Vuelta rápida |
| Puntos   | 10  | 8   | 7   | 6   | 5   | 1             |

Sistema de puntuación desde 1950 hasta 1968:
| Posición | 1.º | 2.º | 3.º | 4.º | 5.º | 6.º |
| Puntos   | 8   | 6   | 4   | 3   | 2   | 1   |

(carreras en cursiva indica vuelta rápida)
| Año  | Clase | Equipo     | 1      | 2     | 3       | 4       | 5     | 6     | 7      | 8     | 9       | Pts. | Pos. |
| ---- | ----- | ---------- | ------ | ----- | ------- | ------- | ----- | ----- | ------ | ----- | ------- | ---- | ---- |
| 1952 | 125cc | NSU        |        | IOM - | NED -   | GER 5   | ULS - | NAT 6 | ESP -  |       |         | 3    | 14.º |
| 1953 | 125cc | MV Agusta  | IOM -  | NED - |         | GER 7   |       | ULS - |        | NAT 8 | ESP -   | 0    | -    |
| 1954 | 125cc | MV Agusta  |        | IOM - | ULS -   |         | NED - | GER - |        | NAT - | ESP Ret | 0    | -    |
| 1954 | 250cc | Adler      | FRA 10 | IOM - | ULS -   |         | NED - | GER - | SUI -  | NAT - |         | 0    | -    |
| 1956 | 250cc | Adler      | IOM -  | NED 9 | BEL Ret | GER -   | ULS - | NAT - |        |       |         | 0    | -    |
| 1957 | 125cc | MV Agusta  | GER -  | IOM - | NED -   | BEL Ret | ULS - | NAT - |        |       |         | 0    | -    |
| 1957 | 250cc | Adler RS   | GER -  | IOM - | NED -   | BEL 7   | ULS - | NAT - |        |       |         | 0    | -    |
| 1958 | 125cc | FB Mondial | IOM -  | NED - | BEL 8   | GER 9   | SWE - | ULS - | NAT 15 |       |         | 0    | -    |
| 1958 | 250cc | Adler      | IOM -  | NED - |         | GER -   | SWE 7 | ULS - | NAT 12 |       |         | 0    | -    |